# Zelotes nainitalensis
Zelotes nainitalensis är en spindelart som beskrevs av Benoy Krishna Tikader och Gajbe 1976. Zelotes nainitalensis ingår i släktet Zelotes och familjen plattbuksspindlar. Inga underarter finns listade i Catalogue of Life.